# Bulbophyllum acanthoglossum
Bulbophyllum acanthoglossum là một loài phong lan thuộc chi Bulbophyllum.